# Lygurus townesi
Lygurus townesi är en stekelart som beskrevs av Dmitriy R. Kasparyan 1983. Lygurus townesi ingår i släktet Lygurus och familjen brokparasitsteklar. Inga underarter finns listade i Catalogue of Life.